# 星空の秋子
『星空の秋子』（ほしぞらのあきこ）は、日本の歌手氷川きよしの5枚目のシングルである。2002年8月21日発売。発売元は日本コロムビア。

## 概要
- 前作から半年振りのシングル。

## 収録曲
1. 星空の秋子 (4:16)
作詞：仁井谷俊也、作曲：水森英夫、編曲：伊戸のりお
2. でんでん虫 (4:45)
作詞：阿久悠、作曲・編曲：坂田晃一
NHKテレビドラマ「茂七の事件簿 新ふしぎ草紙」エンディングテーマ
3. 星空の秋子（カラオケ） (4:15)
4. でんでん虫（カラオケ） (4:42)

## 収録アルバム

### 星空の秋子
- オリジナル『銀河〜星空の秋子』（2002年11月20日）
- オムニバス『ベストヒット歌謡年鑑2003 星空の秋子/女人高野』（2002年11月21日）

### でんでん虫
- オムニバス『ベストヒット歌謡年鑑2003 星空の秋子/女人高野』（2002年11月21日）

## 注
1. ↑  2004年再発売盤はコロムビアミュージックエンタテインメント